# Manuel Padilla Pontvianne
Manuel Padilla Pontvianne (Tampico, 12 agosto 1983) è un ex giocatore di football americano messicano, che ha giocato come linebacker.
Dopo aver giocato per una squadra universitaria messicana viene selezionato come per la practice squad dai Denver Broncos.
È figlio della modella Doris Pontvianne.